# Калинівка (Студенянська сільська громада)
Кали́нівка (МФА: [kɐˈɫɪɲiu̯kɐ] ( прослухати)) — село в Україні, у Студенянській сільській громаді Тульчинського району Вінницької області. Населення становить 38 осіб.

## Історія
7 (20) листопада 1917 року, відповідно до Третього Універсалу Української Центральної Ради, увійшло до складу Української Народної Республіки.
12 червня 2020 року, відповідно до Розпорядження Кабінету Міністрів України  № 707-р «Про визначення адміністративних центрів та затвердження територій територіальних громад Вінницької області», увійшло до складу Студенянської сільської громади.
19 липня 2020 року, в результаті адміністративно-територіальної реформи та ліквідації Піщанського району, село увійшло до складу Тульчинського району.

## Населення

### Мова
Розподіл населення за рідною мовою за даними перепису 2001 року:
| Мова       | Відсоток |
| ---------- | -------- |
| українська | 100%     |

## Галерея

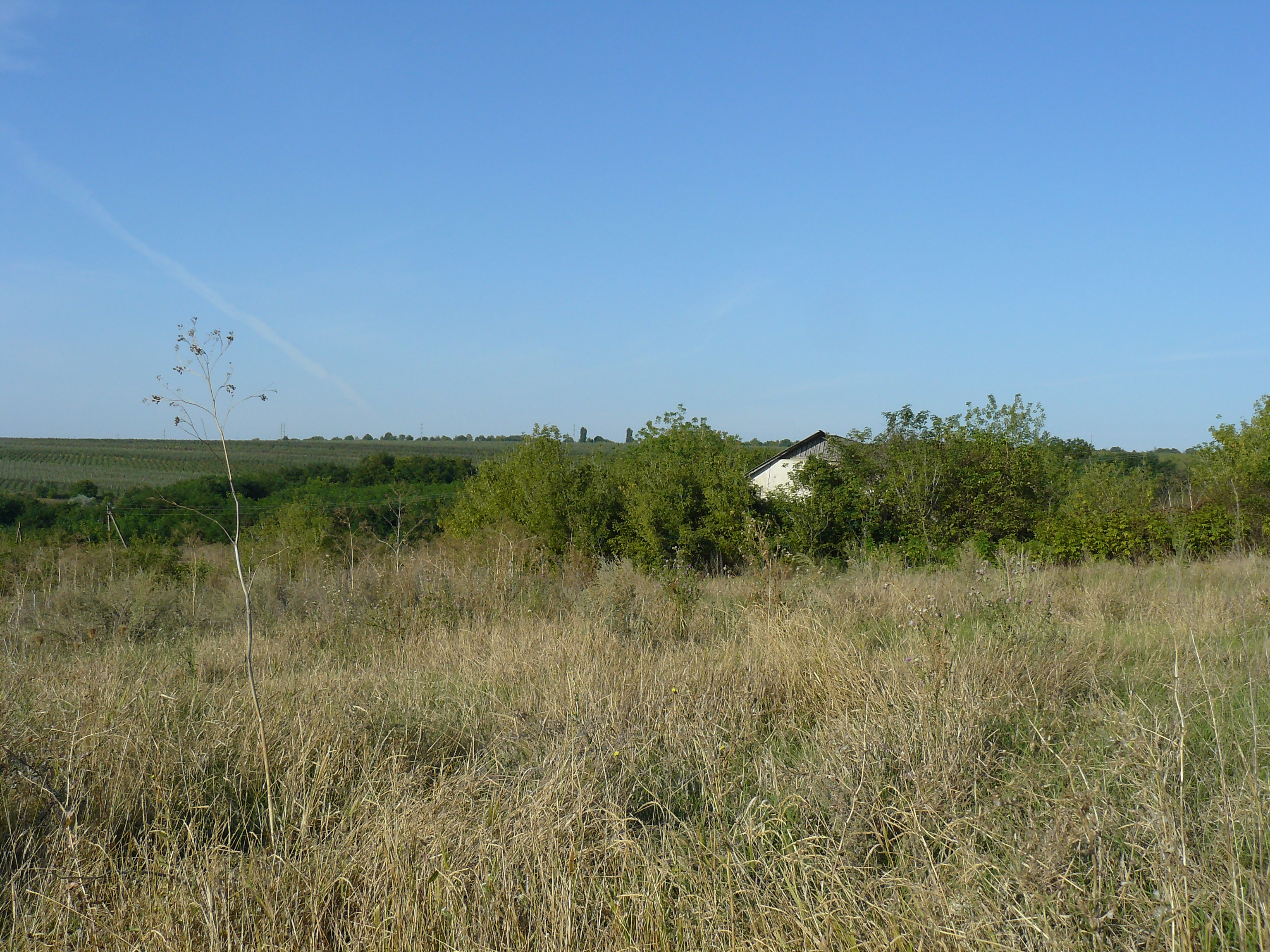
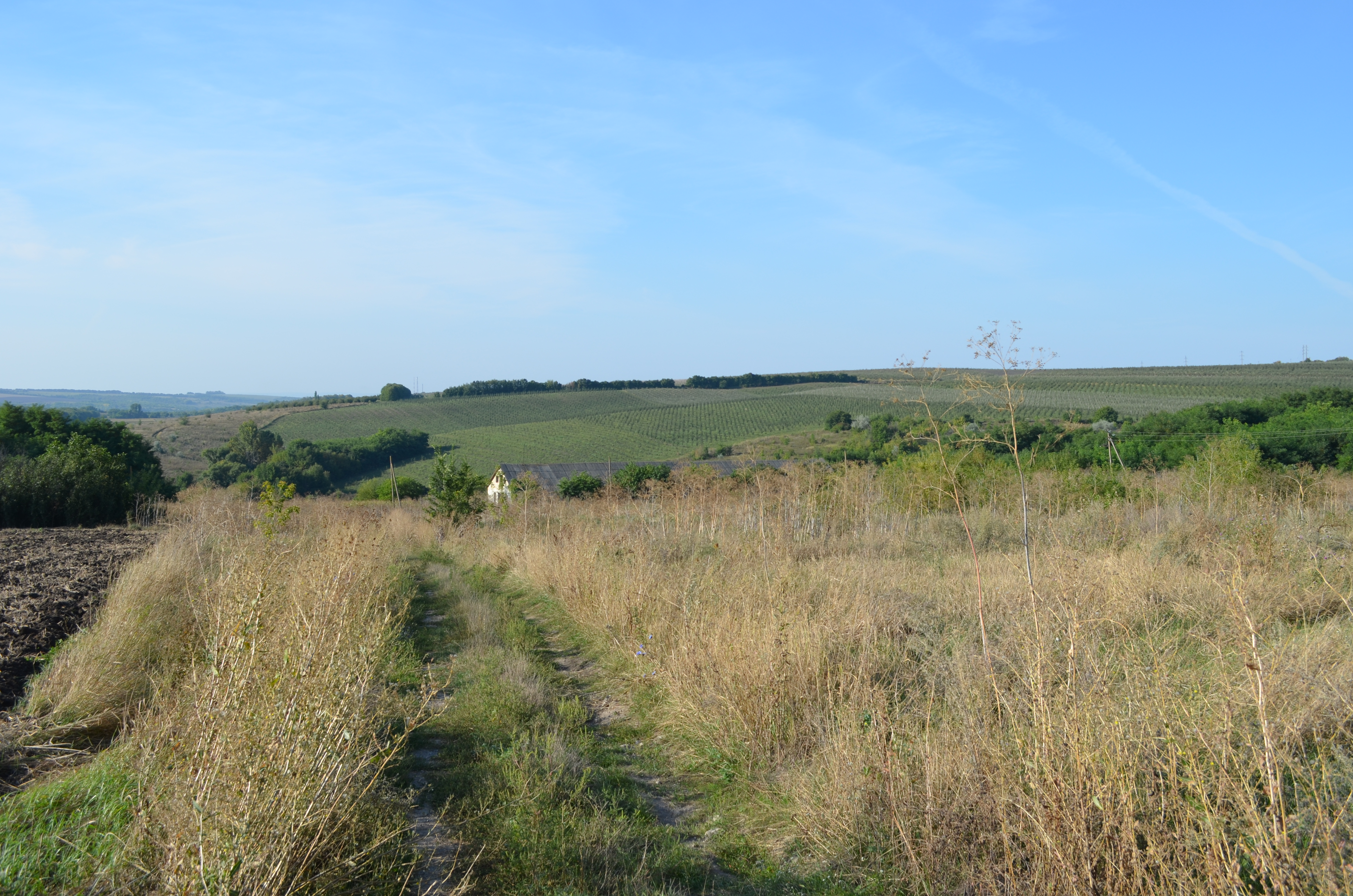
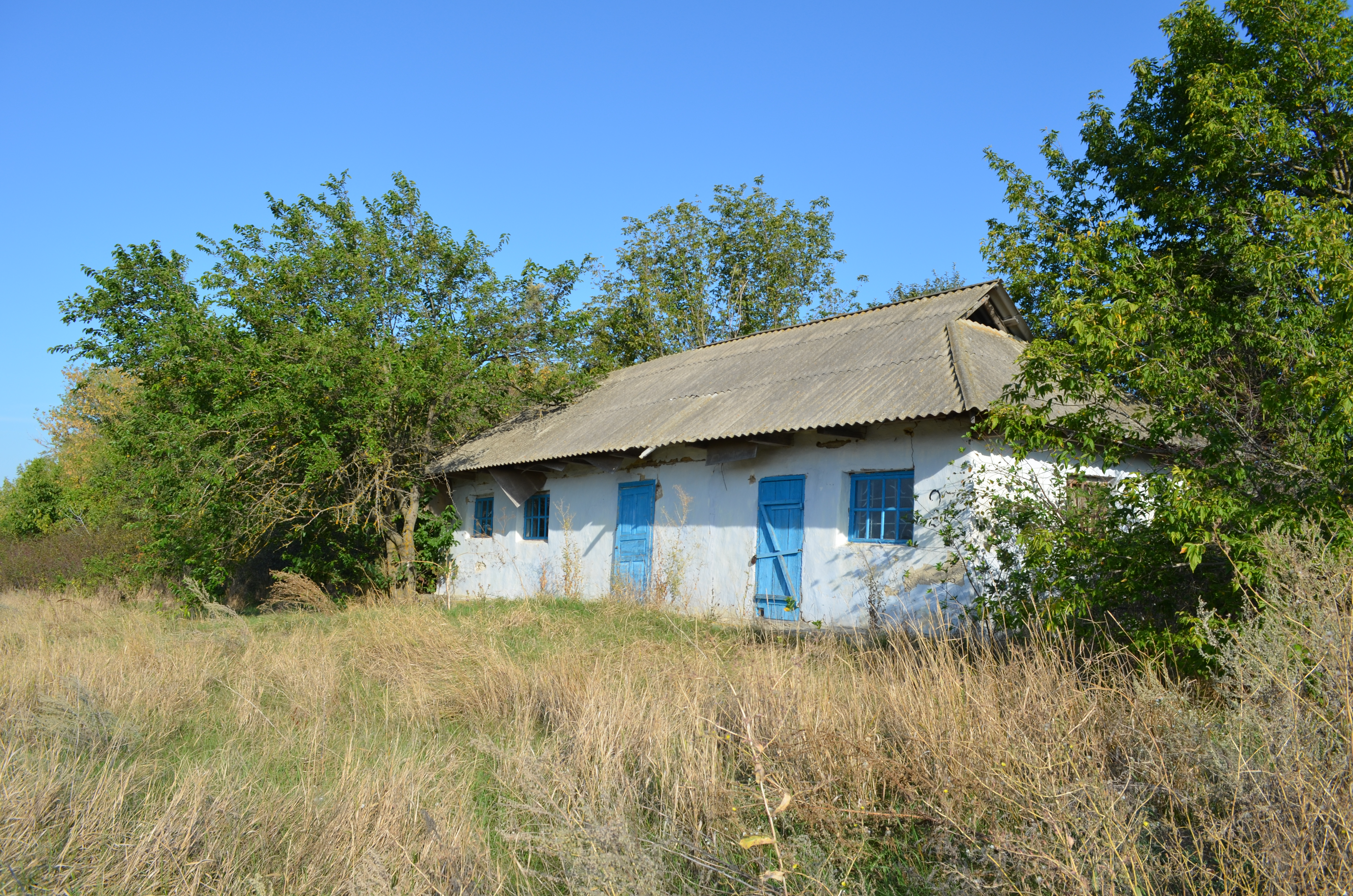
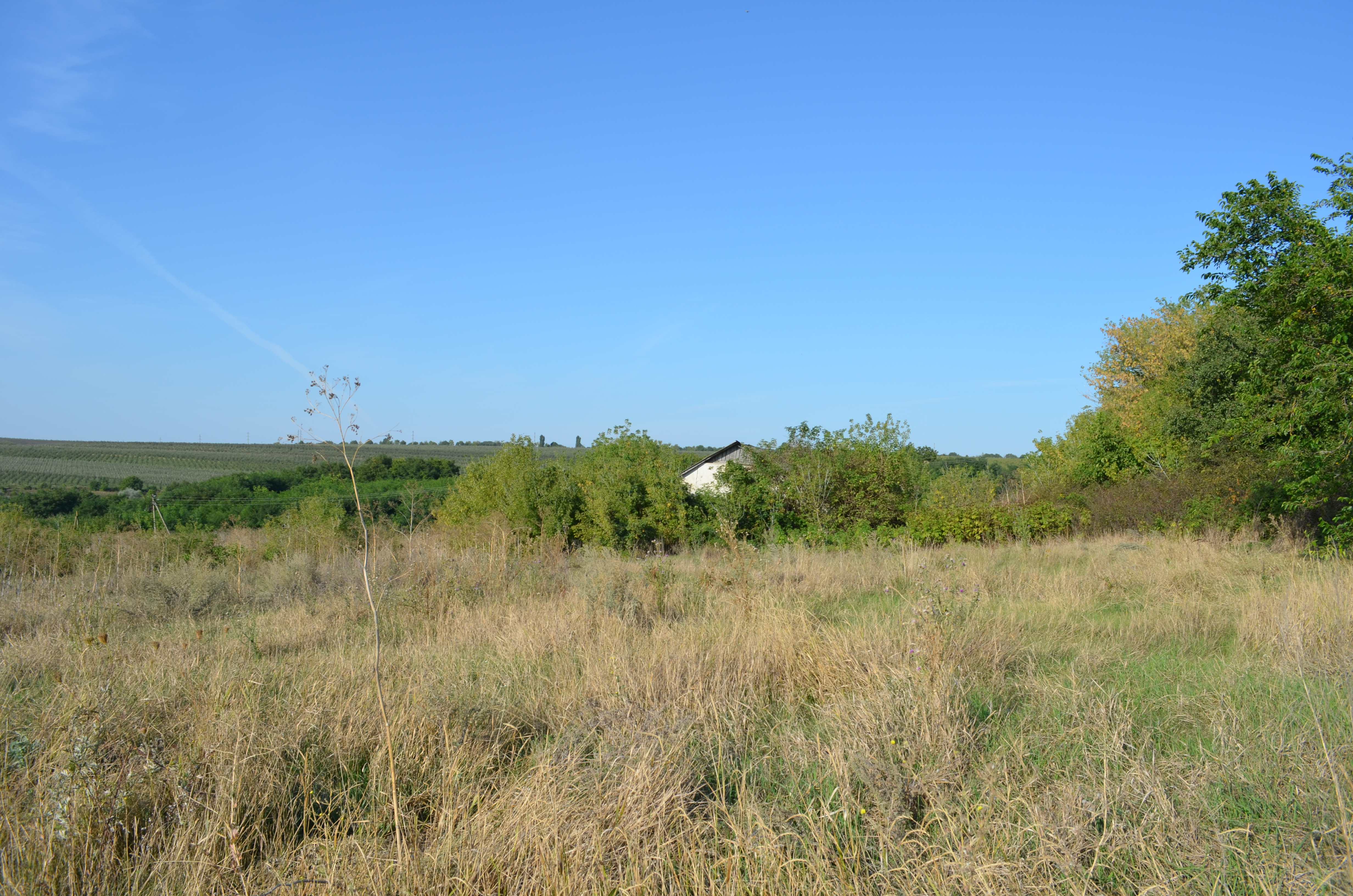